# Краеведческий музей г. Шарыпово
Краеведческий музей г. Шарыпово — музей, расположенный в городе Шарыпово Красноярском крае.
На 1 января 2019 года собрание музея составило 10 470 единиц хранения. В это число входят предметы живописи, графики, палеонтологии, археологии, декоративно-прикладного и народного искусства и другие материалы. Выставочная площадь — 350 квадратных метров. Посещаемость на конец 2018 года — 16 117 человек.

## История музея
28 марта 1984 года Шарыповский городской Совет народных депутатов принял решение об организации и открытии в г. Шарыпово городского историко-краеведческого музея, работающего на общественных началах. Располагался музей в 23 общежитие.
С 10 октября 1984 года городской общественный музей начал работать. Первые экспозиции сотрудники посвятили истории партийной и комсомольской организаций города, комсомольским отрядам, строительству Шарыпова и объектов КАТЭКа. Первое название — Музей история КАТЭКа, а так как в этот период город назывался Черненко, центральное место в экспозиции занимали материалы, посвященные памяти К. У. Черненко, который был уроженцем Енисейской губернии. 
В 1986 году музей переехал в новое здание в шестом микрорайоне, площадью около 150 квадратных метров.
В 1994 году музей включен в государственную сеть музеев с историко-краеведческим профилем.
В 1996 году музей «История КАТЭКа» был преобразован в «Шарыповский региональный музейно-выставочный и экскурсионный комплекс».
В 2003 году музей переехал в новое здание — здание бывшего детского сада «Алые паруса». Площадь нового помещения составляет 625 квадратных метров.
В 2010 году в музее открылись две новых экспозиции — одна посвящённая археологическим находкам, другая — этнографический зал с воссозданием обстановки сибирской деревенской избы.
В 2011 году «Шарыповский региональный музейно — выставочный и экскурсионный комплекс» был переименован в муниципальное бюджетное учреждение «Краеведческий музей г. Шарыпово».
В разные годы музей возглавляли Наталья Мамонова, Людмила Вегера, Маргарита Курочкина, Светлана Триппель, Мария Шереметьева. С июля 2017 года — Светлана Александровна Замараева.

## Экспозиции
В музее работает 7 постоянных экспозиций:
- в экспозиции «Палеонтология» представлены этапы развития ископаемых организмов, которые были найдены на территории района. Часть экспозиции музея составляют ископаемые беспозвоночных позднего мезозоя: аммониты, белемниты, гастроподы. Широко представлены представители среднеюрского периода: черепахи, кости травоядных и хищного динозавров, таких, как стегозавр, зауропод и килескус аристотакус. Голоцен четвертичного периода представлен костями шерстистого носорога, мамонта, бизона и первобытной лошади. Часть предметов палеонтологии — единственная в России.
- в экспозиции «Живая природа» находится коллекция «Сибирских и тропических бабочек». Эта коллекция состоит из 196 бабочек. В коллекции представлены 17 семейств: белянки, совки, серпокрытлки, огневки и другие. Показана коллекция «Минералы и горные породы» которая знакомит с многообразием минералов, среди которых так же присутствует камень носящий название «берешит» названный в честь реки Береш, протекающей в Шарыповском районе. Ещё одним составляющим этой экспозиции являются чучела животных и птиц Шарыповского района.
- экспозиция «Археология» включает в себя материалы памятников различных исторических эпох, находящихся на территории Шарыповского района — от верхнего палеолита до культуры Енисейских кыргызов. В экспозиции представлено более 300 экспонатов, полученных в результате раскопок археологических памятников научной Сибирской археологической экспедицией под руководством С. В. Красниенко и А. В. Субботина.
- в экспозиции «Подарки городу Шарыпово» представлены предметы, которые были подарены нашему городу известными людьми и организациями. Среди значимых подарков есть ваза, принадлежавшая К. У. Черненко, символичный ключ от Свято — Троицкого собора и сувенирная клюшка с подписями игроков сборной СССР по хоккею с шайбой.
- в экспозиции «Воинская слава» представлены подлинные предметы, принадлежащие солдатам участвующим в Великой Отечественной войне. Награды участников с фотографиями и биографиями, принимавших участие в боевых действиях и ковали победу в тылу.
- экспозиция «Этнография» создает представление о народном быте и культуре на территории нашего города в конце XIX — начале XX веков, где в то время существовало село Шарыповское. Здесь воссоздан интерьер крестьянской избы в сибирской деревне XIX в.
- экспозиция «История КАТЭКа» знакомит с историей образования города Шарыпово, с последней Всесоюзной комсомольской ударной стройкой, с помощью предметов 70 — 80 годов XX века, которые использовались повсеместно.